# Cardiomya saba
Cardiomya saba is een tweekleppigensoort uit de familie van de Cuspidariidae. De wetenschappelijke naam van de soort is voor het eerst geldig gepubliceerd in 1982 door Knudsen.